# Italienska krigen
Italienska krigen var en följd av krig 1494-1559 om kontrollen över de italienska staterna mellan i första hand Frankrike och Spanien, men som även involverade de flesta europeiska staterna och påven Clemens VII:s fångenskap.

## Historia
Krigen inleddes då Ludovico Sforza av Milano understödde en fransk intervention, och de slutade med fördraget i Cateau-Cambrésis som gjorde Spanien till områdets starke aktör. På Ludovicos inbjudan försökte Karl VIII av Frankrike att förhindra de angevinska anspråken på tronen i Neapel som då kontrollerades av Aragonien. Då Ferdinand I av Neapel dog 1494 inbjöds fransmännen av Savonarola till Florens och till Rom. Fransmännens närvaro i Italien blev snabbt impopulär, och den venetianska ligan som bildades mot dem vann slaget vid Fornovo vilket tvingade Karl att lämna landet. Karls kusin och efterträdare Ludvig XII av Frankrike invaderade Italien 1499 och lyckades hålla de norra delarna av landet efter att ha delat Neapel med Ferdinand II av Aragonien. De två kunde emellertid bara hålla sams till 1502 då Frankrike trängdes bort från södra Italien men fortsatte att ockupera Milano.
Samtidigt var påven Julius II fullt upptagen av att stoppa Republiken Venedigs territoriella expansion, och 1508 bildade han ligan i Cambrai mellan Frankrike, påvedömet, Spanien och tysk-romerska riket. De besegrade venetianarna i slaget vid Agnadello 1509 men redan följande år uppstod en modus vivendi mellan Republiken Venedig och påven varpå heliga ligan bildades för att köra ut "barbarerna". Ludvig drevs ut ur Italien vid slaget vid Novara 1513, men 1515 kunde hans efterträdare Frans I av Frankrike återta Milano efter slaget vid Marignano.
Karl V, tysk-romersk kejsare lyckades erövra Milano från fransmännen 1525 efter slaget vid Pavia då den franske kungen tillfångatogs. Han fängslades i Madrid till dess han gjort eftergifter i Italien (vilka han senare hävdade gjorts under tvång). Påven Clemens VII blev därefter bekymrad över det tysk-romerska rikets växande makt och ingick en allians med Frankrike vilket ledde till att kejsardömet plundrade Rom (Sacco di Roma) 1527. Även om detta var genant för Karl förhindrade det påven från att upplösa äktenskapet mellan Henrik VIII av England och Katarina av Aragonien (vilket i sin tur ledde till brytningen mellan den engelska kyrkan och Rom).
Med fördraget i Cambrai 1529 gav Frans upp sina italienska anspråk men det tog ända till fördraget i Cateau-Cambrésis 1559 innan förhållandena blivit helt avgjorda.